# Bluff
Der Bluff ([blœf] oder [blaf], selten auch [blʊf], englisch [ˈblʌf]) beziehungsweise das Bluffen ist ein Verhalten unter anderem bei Kartenspielen mit dem Zweck, die Gegner zum eigenen Vorteil in die Irre zu führen. Ausgehend vom Kartenspiel fand der Begriff Bluff Eingang in die Alltagssprache und beschreibt allgemein eine Form der Täuschung, die demselben Schema folgt. So schreibt der Duden zur Bedeutung von bluffen: „durch dreistes Auftreten o. Ä. bewusst irreführen, täuschen“.
Der Bluffer erweckt durch sein Verhalten den Eindruck, seine Situation sei sehr viel aussichtsreicher, als das tatsächlich der Fall ist. Gelingt es ihm, damit seine Gegenspieler zu defensivem Spiel zu veranlassen, kann er trotz faktischer Unterlegenheit einen Vorteil erringen.

## Formen des Bluffs

### Bluff als Teil der Spielweise
Üblicherweise darf ein Bluff ausschließlich durch die Spielweise geschehen, das heißt durch regelkonforme Entscheidungen für einen bestimmten Spielzug wie zum Beispiel die Höhe eines Gebots beim Poker, das Verhalten beim Reizen (auch Lizitieren) beim Skat oder das Ausspielen einer bestimmten Karte. Das den Bluff ausmachende Verhalten eines Spielers dient dem Zweck, die Gegner über den eigenen Informationsstand, der in der Regel in Bezug auf die eigenen Karten exklusiv ist, in die Irre zu führen. Bluffs sind daher nur in Spielen möglich, bei denen die Spieler wie bei den meisten Kartenspielen über unterschiedliche Informationsstände verfügen.
Besonders beim Poker ist der Bluff ein wichtiges Spielelement. Jedoch bieten auch viele andere Spiele, wie etwa Bridge, Canasta, Watten und Doppelkopf, die Möglichkeit zum Bluffen. Spiele wie Mäxchen basieren stark auf Bluffs.

### Mundbluff
Bemerkungen irgendwelcher Art, die über spielregelkonforme Ansagen hinausgehen, werden Mundbluff genannt und sind bei vielen Spielen wie Bridge oder Canasta strikt verboten, bei anderen Spielen zumindest nicht erwünscht. In Bezug auf Mimik und Gestik sind Unterbindungen schwieriger.
Ausnahmen für geduldete Mundbluffs sind auf informelle Poker-Runden o. ä. beschränkt. Dann kann nicht nur durch die Spielweise, sondern eben auch durch Bemerkungen ein wertvolles Blatt vorgetäuscht werden. Ob bei einem Mundbluff, wenn überhaupt zulässig, auch falsche Blätter angesagt werden dürfen oder der Grundsatz Gesprochenes ist Wahres zu gelten hat, ist eine Frage der Vereinbarung.

## Spieltheorie
Bluffs wurden bereits frühzeitig mit der Entstehung der mathematischen Spieltheorie untersucht. Dabei konnte die Notwendigkeit von Bluffs im Rahmen einer optimalen Spielweise bei stark vereinfachten Pokervarianten mathematisch nachgewiesen werden. Mit einem Bluff erschwert es ein Spieler seinen Gegnern, dass diese aus seinem Spielverhalten auf seinen Informationsstand wie z. B. die eigenen Karten schließen können. Der Bluff erscheint damit als Spezialfall einer gemischten Strategie, bei der ein Spieler seine Verhaltensweise zufällig variiert und demgemäß nicht deterministisch abhängig von der Spielsituation wählt.